# Делангль, Клод Альфонс
Клод Альфонс Делангль (6 апреля 1797, Варзи — 25 декабря 1869, Париж) — французский государственный деятель и юрист.
Был адвокатом, затем генеральным адвокатом и генеральным прокурором кассационного суда, затем сенатором, с 14 июня 1858 по 5 мая 1859 года — министром внутренних дел, с 5 мая 1859 по 23 июня 1863 года — министром юстиции. С 1859 года был членом Академии моральных и политических наук. В 1865 году занял прежнюю должность при кассационном суде. Принадлежал к числу тех деятелей Второй империи, которые отличались только исполнительностью и отсутствием политических убеждений. Наиболее известное сочинение — «Traité sur les sociétés commerciales» (1843).